# Bruniaceae
Bruniaceae là một họ cây bụi bản địa tại khu vực tỉnh Cape của Nam Phi. Về cơ bản, chúng chỉ phân bố hạn hẹp trong khu vực tỉnh này, nhưng có một lượng nhỏ các loài có tại KwaZulu-Natal.
Trong hệ thống APG II năm 2003 họ này được đặt trong bộ Lamiales, nhưng một nghiên cứu năm 2008 gợi ý rằng họ này là chị em với họ Columelliaceae và trên website của Angiosperm Phylogeny Group người ta đã đưa ra đề xuất về việc đặt cả hai họ trong bộ Bruniales. Phiên bản gần đây của APG là APG III đã đặt cả hai họ như là các thành viên của bộ Bruniales, có quan hệ chị em với bộ Apiales, nghĩa là một đơn vị phân loại của nhánh Cúc.

## Các chi
Họ này chứa 12 chi với 75 loài đã biết:
- Audouinia Brongn. (bao gồm cả Pavinda)
- Berzelia Brongn. (bao gồm cả Rabenhorstia)
- Brunia Lam.
- Linconia L.
- Lonchostoma Wikstr. (bao gồm cả Erasma, Gravenshorstia, Peliotis, Peliotus)
- Mniothamnea (Oliv.) Nied.
- Nebelia Neck. ex Sweet (bao gồm cả Diberara, Heterodon)
- Pseudobaeckea Nied.
- Raspalia Brongn.
- Staavia Dahl (bao gồm cả Astrocoma, Levisanus)
- Thamnea Sol. ex Brongn. (bao gồm cả Schinzafra)
- Tittmannia Brongn.

## Hình ảnh

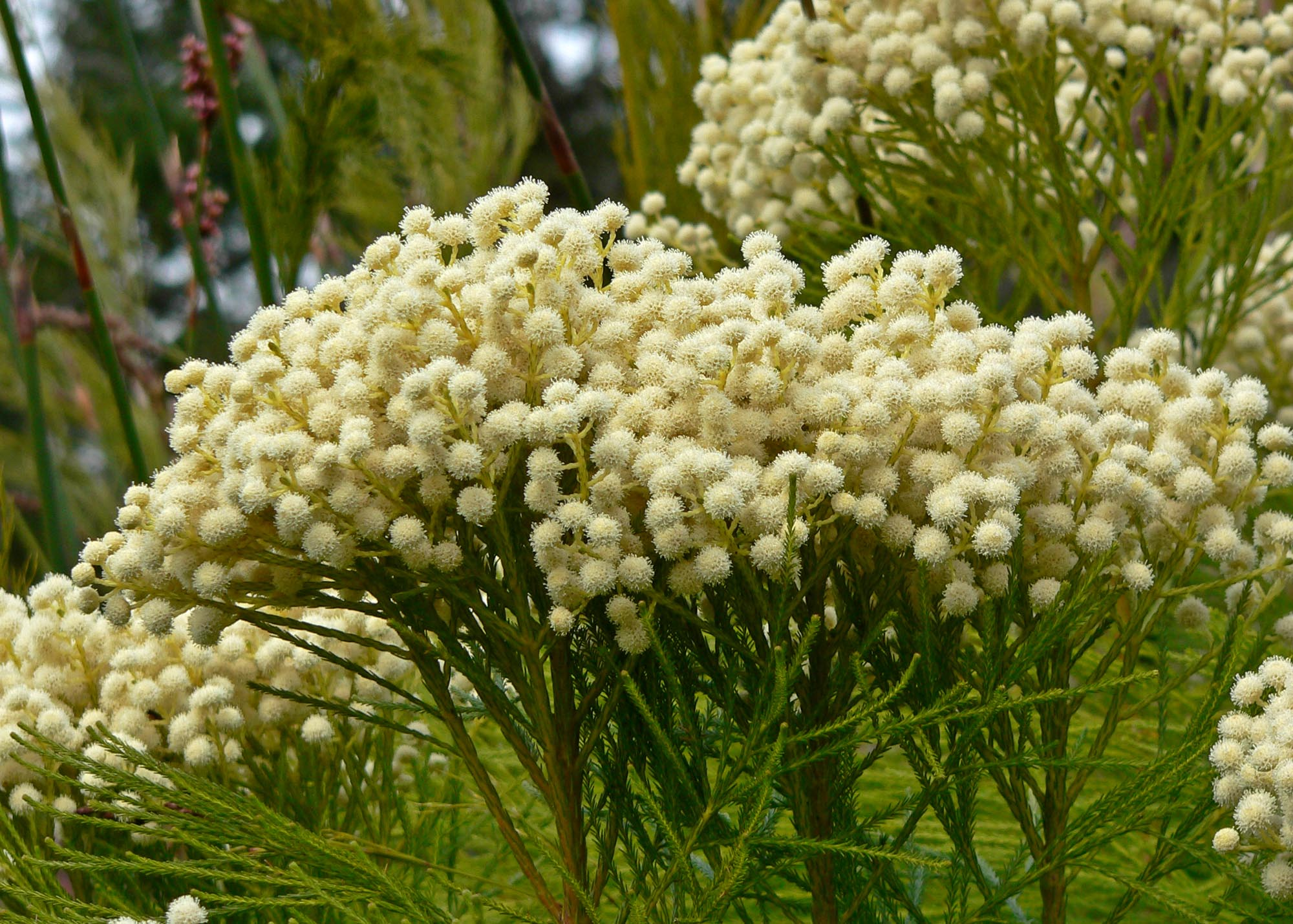
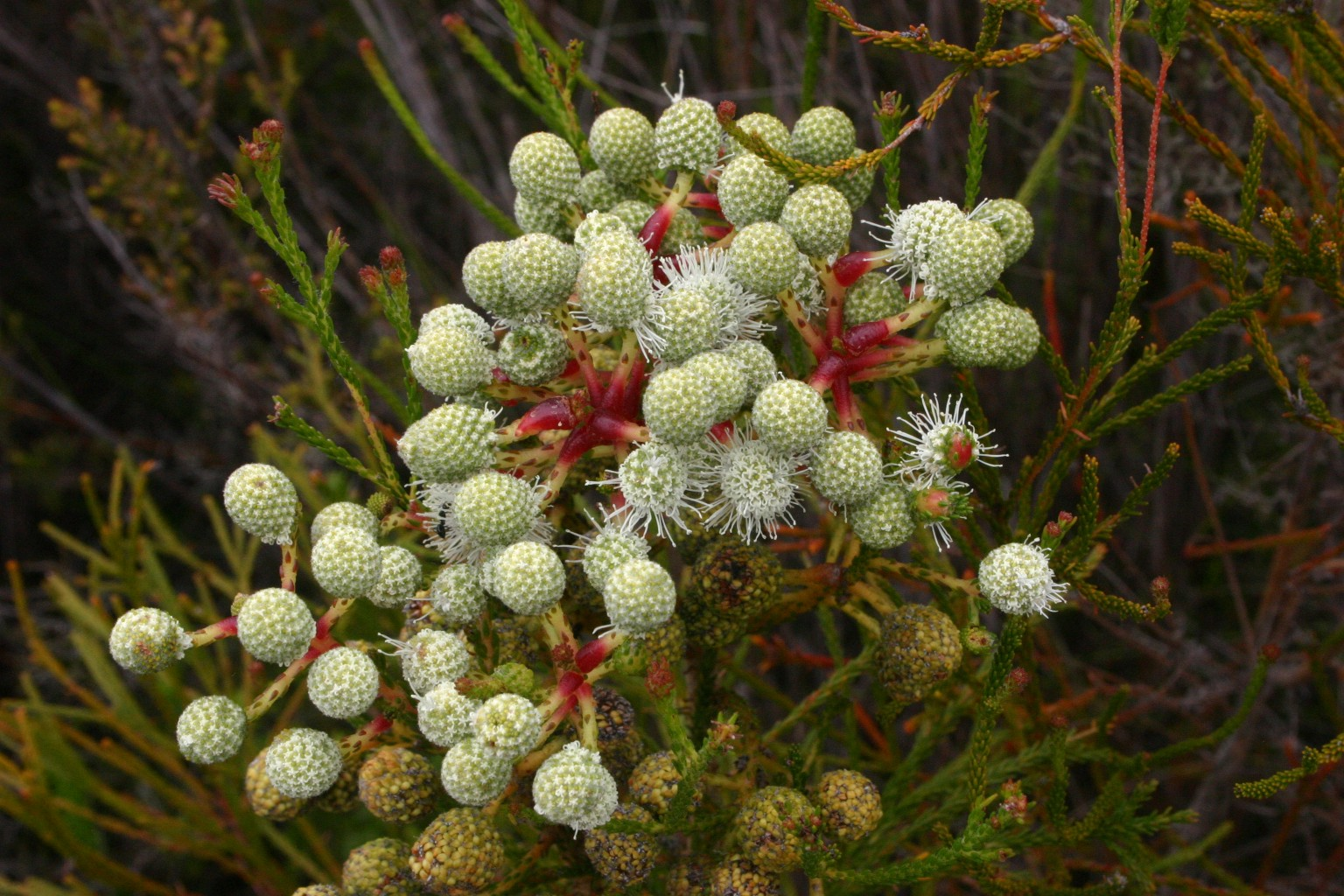
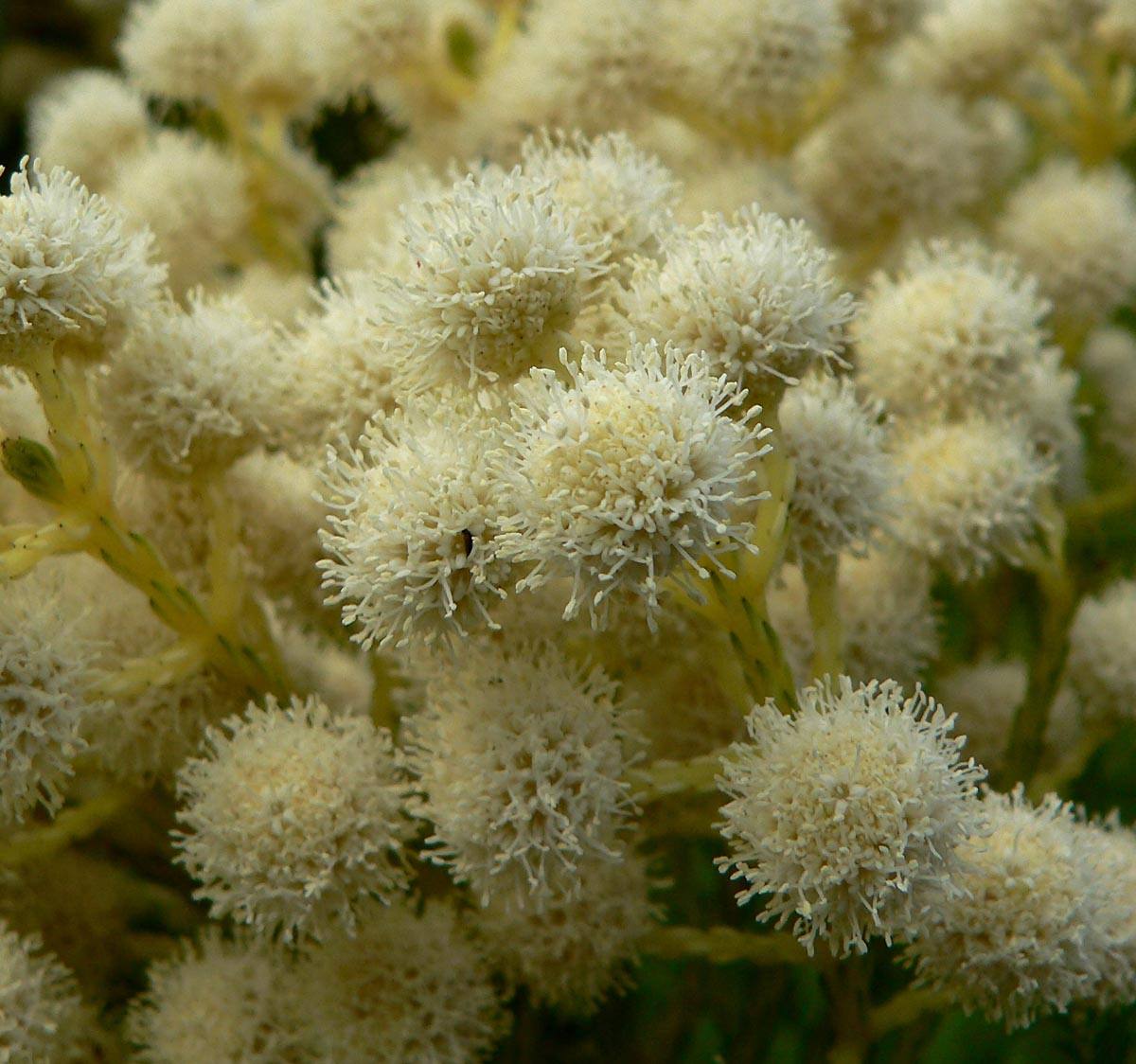